# Yoann Paillot
Yoann Paillot (Angoulême, 28 mei 1991) is een Frans wielrenner die anno 2018 rijdt voor St Michel-Auber 93.

## Carrière
In 2011 werd Paillot Europees kampioen tijdrijden bij de beloften door het 25 kilometer lange parcours in Offida sneller af te leggen dan Bob Jungels en Vegard Stake Laengen, die op respectievelijk de tweede en derde plaats eindigden. Een maand later werd hij achter Johan Le Bon tweede in het Franse beloftenkampioenschap. In oktober schreef Paillot de Chrono des Nations voor beloften op zijn naam. In 2012 nam hij deel aan het nationale kampioenschap tijdrijden voor eliterenners, waar hij enkel Sylvain Chavanel en Jérémy Roy voor zich moest dulden.
In juni 2013 won Paillot een gouden medaille in de tijdrit op de Middellandse Zeespelen in Mersin, voor Lluís Mas en Rasim Reis. Twee maanden later werd hij voor het eerst in zijn carrière nationaal kampioen: bij de beloften won hij de tijdrit om de nationale titel, voor Bruno Armirail en Alexis Gougeard. Op het wereldkampioenschap tijdrijden voor beloften reed hij achter Damien Howson naar de zilveren medaille. 

## Overwinningen
2011
 Europees kampioen tijdrijden, Beloften
Chrono des Nations, Beloften
2012
Jongerenklassement Kreiz Breizh Elites
2013
 Tijdrit op de Middellandse Zeespelen
 Frans kampioen tijdrijden, Beloften
2015
3e etappe Circuit des Ardennes (ploegentijdrit)
2016
 Frans kampioen tijdrijden, Amateurs
4e etappe Kreiz Breizh Elites

## Resultaten in voornaamste wedstrijden
|      | \| Jaar \| Parijs-Tours \| \| ---- \| ------------ \| \| 2018 \| 54e \| \| 2019 \| opgave \| |
| Jaar | Parijs-Tours                                                                                 |
| 2018 | 54e                                                                                          |
| 2019 | opgave                                                                                       |

## Ploegen
- 2012 –  La Pomme Marseille (stagiair vanaf 1-8)
- 2013 –  La Pomme Marseille
- 2014 –  Team La Pomme Marseille 13
- 2015 –  Team Marseille 13 KTM
- 2018 –  St Michel-Auber 93

Blain · Di Grégorio · El Fares · Giraud · Konovalovas · Loubet · Paillot · Penven · Saint-Martin · Šiškevičius · Tarride · Laas (stagiair) · Vérardo (stagiair)
Baldo · Feillu · Jakin · Le Cunff · Levarlet · Maldonado · Maurelet · Paillot · Thominet · Touzé